# Exocentrus nigrofasciatus
Exocentrus nigrofasciatus là một loài bọ cánh cứng trong họ Cerambycidae.